# Dəyirmandağ
Dəyirmandağ è un comune dell'Azerbaigian situato nel distretto di Gədəbəy. Conta una popolazione di 3 359 abitanti.